# بخش بورک، شهرستان پیپستون، مینه سوتا
بخش بورک (به انگلیسی: Burke Township) یک منطقهٔ مسکونی در ایالات متحده آمریکا است که در شهرستان پایپستون، مینه‌سوتا واقع شده‌است.
 بخش بورک ۸۹٫۵ کیلومتر مربع مساحت و ۲۴۶ نفر جمعیت دارد و ۵۱۶ متر بالاتر از سطح دریا واقع شده‌است.